# مطار أنوبون
مطار أنوبون هو مطار يقع في سان أنطونيو دي بالي، أنوبون، غينيا الاستوائية. أفتتح المطار في 15 أكتوبر 2013.